# Trou maculaire

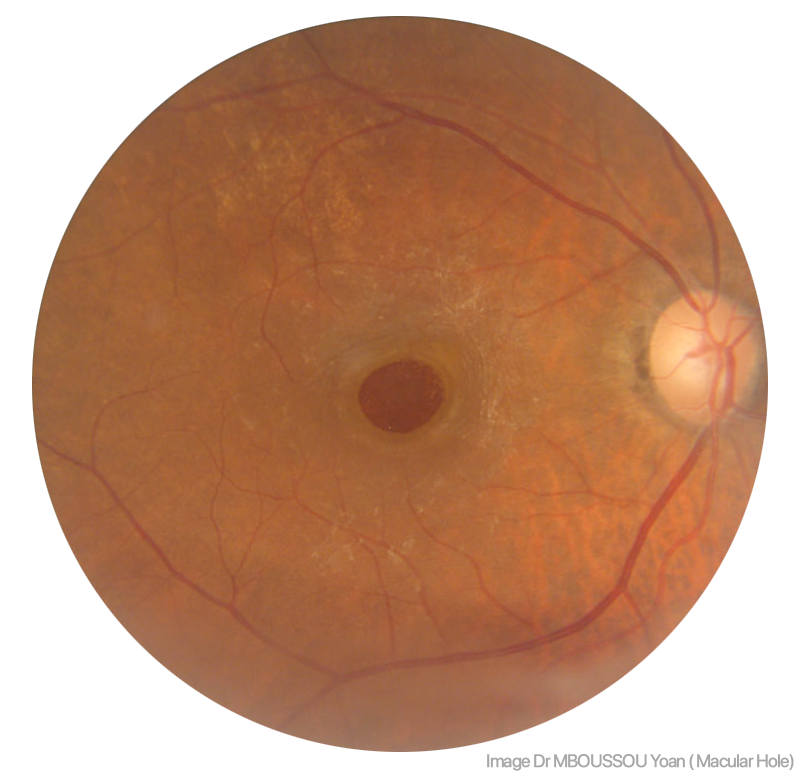
Aspect au fond d'œil d'un trou maculaire

Le trou maculaire est une affection qui touche la rétine. Il se caractérise par une déhiscence ronde de pleine épaisseur, qui survient au niveau de la fovéa.

## Physiopathologie
Le corps vitré ou humeur vitrée ou corps hyalin est une substance transparente, gélatineuse qui remplit la cavité oculaire en arrière du cristallin. Avec l'âge, le vitré entame un processus de dégénérescence et peut finir par se contracter et se décoller de la rétine. L'une des zones où le vitré adhère le plus à la rétine s'appelle la macula et lorsque certaines conditions ont lieu, lors de son décollement à la rétine le vitré peut occasionner  des dommages à la rétine par un phénomène de traction.
L'avènement de la tomographie par cohérence optique (OCT) a permis de mieux comprendre la physiopathologie de cette affection et d'en permettre une classification simplifiée.

## Classification
Depuis 2013, le groupe IVTS (International Vitreomacular Traction Study Group) propose une classification simplifié des différents stades de la genèse d'un trou maculaire :
1. Le stade d'adhérence vitréomaculaire (AVM) qui correspond à un décollement postérieur du vitré (DPV) incomplet dans la zone périfovéale, sans modification morphologique de la rétine.
2. Le stade de traction vitréomaculaire (TVM) qui se traduit par un DPV incomplet avec des modifications anatomique de la rétine dû à la traction du vitré (disparition de l'entonnoir fovéale, apparition de microkystes, etc.). À ce stade, il est fréquent de retrouver des altérations de la vision
3. Le stade de trou maculaire de pleine épaisseur (TM) qui correspond à une interruption de toutes les couches de la rétine au niveau de la fovéa.Classification des trous maculaires ( IVTS 2013)

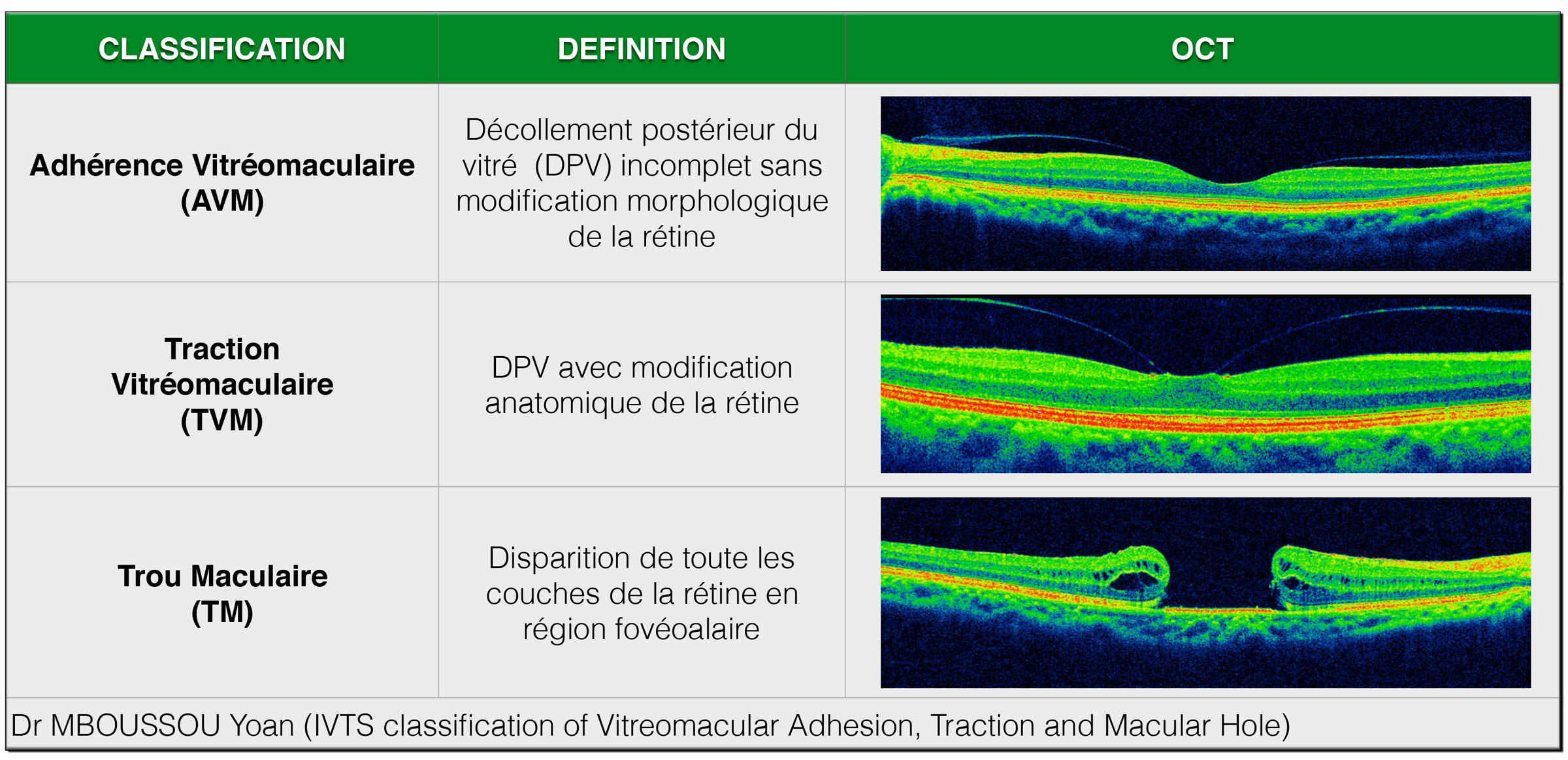
Classification des trous maculaires (IVTS 2013)

## Diagnostics différentiels
Le trou maculaire peut être confondu à un trou lamellaire ou à un pseudo trou maculaire.

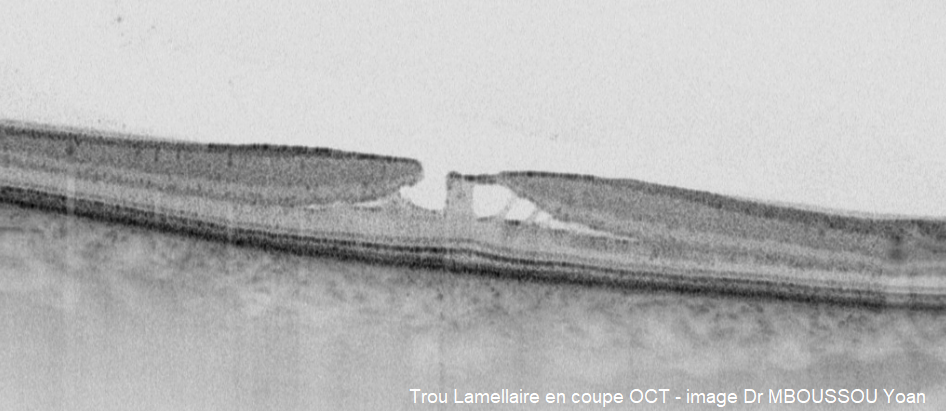
Trou lamellaire en coupe OCT

Le trou lamellaire est un défect rétinien qui n'intéresse que les couches internes de la rétine. Il peut résulter d'une traction vitréo-rétinienne ancienne ou d'un processus dégénératif. Il est généralement de meilleur pronostic qu'un trou maculaire complet. Cliniquement, il peut exister un syndrome maculaire ; l’aspect du fond d’œil peut évoquer un trou avec un aspect arrondi et orangé, mais sans atrophie au fond du trou ni ligne grisée de soulèvement rétinien des bords du trou,.

## Causes
On distingue le trou maculaire primitif causé par le décollement postérieur du vitré des trous maculaires secondaires :
- Post traumatique [5]
- Post vitrectomie [6]

## Traitement
Le traitement des trous maculaires est systématiquement chirurgical. L'intervention se fait par vitrectomie sous anesthésie péribulaire en ambulatoire. La membrane limitante est pelée puis un gaz est injecté afin de tamponner la rétine,. Un positionnement face vers le sol est recommandé en post opératoire pendant 7 à 15 jours,.
En cas d'échec de fermeture du trou, une membrane amniotique peut être placée afin d'aider la fermeture 

## Pronostic et récupération
Le taux de réussite de fermeture et la récupération visuelle des trous maculaires sont inversements proportionnels à la taille du trou en préopératoire.
Ainsi, plus le trou est large, moins bonne est la vision et moins bonne est la récupération.
Le positionnement du patient en postopératoire (face vers le sol) est un facteur pronostique discuté pour la fermeture des trous maculaires de toute taille,